# Галба
Сервије Сулпиције Галба (лат. Servius Sulpicius Galba; Терачина, 24. децембар 3. п. н. е. — 15. јануар 69), познат и као Луције Ливије Оцела Сулпиције Галба (лат. Lucius Livius Ocella Sulpicius Galba) је био римски цар од јуна 68. године, па до своје смрти.Галба је постао цар након пада Нерона, који је означио крај Јулијевско-клаудијевске династије и почетак грађанског рата познатог као Година четири цара.

## Порекло и успон до власти
Галба је био рођен близу Терачине. Пореклом је био из племените и богате фамилије, али ни пореклом ни женидбеним везама није био повезан са династијом Јулијеваца-Клаудијеваца. Наводно је Октавијан Август предвидео да ће Галба постати цар. 
Галба је постао претор 20. године, затим гувернер Аквитаније за око годину дана, а нешто касније, 33. године, конзул. После тога управљао је провинцијама Галијом, Германијом, Африком и Шпанијом. Након Калигулине смрти, одбио је позив својих пријатеља да постане цар и лојално је служио под Клаудијем. Током почетка Неронове владавине живео је повучено, све док му цар 61. године није поверио на управу провинцију Тараконску Хиспанију. 
Оженио се женом по имену Емилија Лепида и имао два сина. Емилија и њихови синови умрли су током првих година Клаудијеве владавине (р. 41–54). Галба ће остати удовац до краја живота.
У пролеће 68. године, Галба је сазнао да га је Нерон осудио на смрт. Готово истовремено је чуо за устанак Јулија Виндекса у Галији. Прво је помислио да као и Јулије Виндекс подигне устанак, али је од тога одустао, чим су стигле вести о његовој смрти. Затим је до Галбе стигла вест да се Нимфидије Сабин, преторијански префект, изјаснио у његову корист. Одмах после Неронове смрти, Галба је узео титулу цезара и кренуо са војском према Риму. 
Када се Галба у октобру 68. године приближио Риму, избили су немири међу војницима; неки војници су били том приликом убијени.

## Власт и смрт
Основна брига Галбина током његове кратке владавине била је да се обнове државне финансије. Преузео је непопуларне мере: одбио је да исплати преторијанцима награду обећану у његово име. Галба није подносио идеју да војнике треба подмићивати да би се обезбедила њихова лојалност. Даље, мрзео је помпезни царски наступ. 
Дана 1. јануара 69. две легије у Горњој Германији су одбиле да се закуну на верност Галби, тражећи да се изабере нови цар. Следећег дана војници Доње Германије су се придружили побуни и прогласили су за цара управника те провинције Вителија. Галба ипак није нашао право решење у овој кризи: усвојио је Луција Калпурнија Пизона, а није успео да одобровољи војску. 
Пизоново усвајање је изазвало побуну Отонa, управника Лузитаније и једног од Галбиних ранијих присталица који је сада био разочаран што је заборављен. Преторијанци су стали на страну Отона. Галба је покушао да се сусретне са побунама, али су га војници у центру Рима пресрели и заклали. 
Тацит с правом примећује да би за Галбу сви рекли да је заслужио да буде цар, само да није постао цар. („omnium consensu capax imperii nisi imperasset”).